# Мигаї
Мигаї́ — село в Україні, у Новоборисівській сільській громаді Роздільнянського району Одеської області. Населення становить 940 осіб.
До 17 липня 2020 року було підпорядковане Великомихайлівському району, який був ліквідований.

## Історія
За оповіданням старожилів село було засноване паном-поміщиком Мигаєм приблизно 1800 року. А в 1810 було продано німецькому колоністу Я. Келлеру. Який і курував і володів цим посселенням зі своєю родиною майже аж до жовтневої революції. Станом на 1906 рік, оскільки інформації за мало, у хуторі було 14 дворів, у яких проживало 119 жителів (55 чоловіків, 64 жінки) — безземельних селян-українців, які наймалися на роботу до Келлера який жив на х. Майорському за 2 км на північ від хутора Мигаї. Після революціі 1918 влада перейшла до більшовиків, землі було роздано селянам по 2 га на душу. Решта землі і поміщицькі будинки перейшли до державного фонду. В період з 1920—1923 р. в село було переселено приблизно 150 українців з Канади, які повернулися за проханням Леніна на відбудову країни.
12 вересня 1967 р. с. Мигаї і Вербани Мигаївської сільради об'єднані в село Мигаї.

## Населення
Згідно з переписом 1989 року населення села становило 658 осіб, з яких 298 чоловіків та 360 жінок.
За переписом населення 2001 року в селі мешкало 630 осіб.

### Мова
Розподіл населення за рідною мовою за даними перепису 2001 року:
| Мова       | Чисельність | Відсоток |
| ---------- | ----------- | -------- |
| українська | 561         | 88,49%   |
| румунська  | 20          | 3,15%    |
| білоруська | 19          | 3,00%    |
| російська  | 15          | 2,37%    |
| болгарська | 13          | 2,05%    |
| гагаузька  | 4           | 0,63%    |
| інші       | 2           | 0,31%    |
| Усього     | 634         | 100%     |